# Leptogaster kamerlacheri
Leptogaster kamerlacheri là một loài ruồi trong họ Asilidae. Leptogaster kamerlacheri được Schiner miêu tả năm 1867. Loài này phân bố ở vùng Tân nhiệt đới.